# 曽我梶松

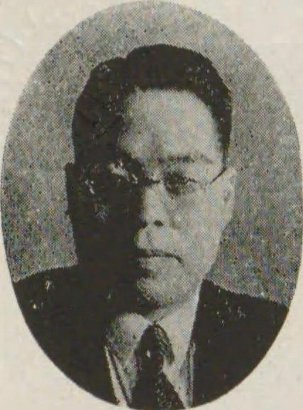
曽我梶松

曽我 梶松（そが かじまつ、1896年（明治29年）3月24日 - 1968年（昭和43年）7月20日）は、日本の内務官僚。官選県知事。

## 経歴
愛媛県出身。曽我保太郎の四男として生まれる。愛媛師範学校、東京高等師範学校を経て、1923年、京都帝国大学経済学部独逸経済科を卒業。1922年11月、高等試験行政科試験に合格。1923年、内務省に入り、愛知県属となり内務部地方課兼産業部農務課に配属された。
以後、愛知県宝飯郡長、同知多郡長、愛知県事務官、京都府事務官、香川県書記官・経済部長、内務省社会局経理課長、同局組合課長、厚生省保険院社会保険局庶務課長、同体力局企画課長、軍事保護院援護局長などを歴任。
1942年10月、三重県知事に就任。宮城県参事官兼東北地方行政協議会参事官を経て、1944年2月、農商省生活物資局長に転じた。同年8月、熊本県知事に就任。戦後、1945年10月、福岡県知事に転じ、九州地方行政事務局長官を兼務した。1946年1月に福岡県知事を辞し退官した。その後、公職追放となった。
1966年、全国社会保険協会連合会理事長に就任した。1968年7月20日死去。享年72。

## 栄典
- 1967年（昭和42年）4月29日 - 叙勲二等授瑞宝章
- 1968年（昭和43年）7月20日 - 叙正四位